# Wolf-Dieter Wolf
Wolf-Dieter Wolf (* 12. Mai 1944 in Tolkemit) ist ein deutscher Immobilienunternehmer und Sportfunktionär.

## Leben
Wolf wuchs in Norddeutschland auf, lebte unter anderem zwei Jahre in einem Kinderheim in Uetersen nahe der Hansestadt Hamburg. Als Jugendlicher spielte er Handball. Nach der elften Klasse verließ er die Schule und absolvierte eine Lehre zum Kaufmann der Grundstücks- und Wohnungswirtschaft. Er holte sein Abitur nach und studierte anschließend Betriebswirtschaftslehre. 1968 war er kurzzeitig in Hamburg bei der Iduna, anschließend bei der Unternehmensgruppe co-op im Bereich für Immobilienankauf und -entwicklung als Sachbearbeiter, dann als Prokurist – und in dieser Funktion für den Raum Süddeutschland verantwortlich – tätig. In den Jahren 1978 und 1979 arbeitete er für eine Hamburger Firma im Immobilienvertrieb, ging 1979 nach Berlin und war fortan selbständig im Immobiliengeschäft tätig, zunächst als Vermittler sowie danach als Generalübernehmer und Verwalter in diesem Bereich. 1985 gründete er die Grundkonzept Immobilienverwaltungs- und Beratungsgesellschaft für wirtschaftliche Grundstücksnutzung mbH. Im Zeitraum 1992 bis 2007 betrug das Volumen von Wolfs Investitionen in 13 Objekte in Berlin und Ostdeutschland eigenen Angaben nach rund 100 Millionen Euro. Er spezialisierte sich neben der Errichtung von eigenen Gewerbeimmobilien auf die „Revitalisierung von Einkaufszentren“.
1999 wurde Wolf Vorsitzender des Sporting Club Berlin Scharmützelsee e.V. Er war zudem ab 1997 Präsident des Berliner Basketball Verbandes.
Er zog 2001 ins Präsidium des Landessportbundes Berlin (LSB) ein und wurde dort Vorsitzender des Wirtschaftsbeirates, 2015 schied er aus dem LSB-Präsidium aus.
2002 wurde er Aufsichtsratsmitglied und Vorsitzender des Wirtschaftsausschusses der Berliner Bäder-Betriebe.
In der Berliner Kulturszene engagierte sich Wolf als Mitglied des Förderkreises der Deutschen Oper, ab Juli 2004 zudem als Vorsitzender des Vereins der Freunde und Förderer des Staatsballetts Berlin.
Im Rahmen des Verkaufs und der Vermietung des Geschäftszentrums „Adlershofer Tor“ ermittelte 2004 die Staatsanwaltschaft gegen Wolf, das Strafverfahren wegen Korruptionsverdachts wurde 2006 eingestellt.
2007 wurde Wolf das Bundesverdienstkreuz am Bande verliehen. Er ist zudem Ehrenmitglied des Landessportbundes Berlin.
Zum 1. Januar 2010 wurde Wolf Mitglied des Aufsichtsrates der Messe Berlin GmbH und Vorsitzender des Investitionsausschusses. Vorsitzender des Aufsichtsrats ist er seit April 2017. Nachdem er bereits seit Januar 2003 Mitglied des Verwaltungsrates des Rundfunk Berlin-Brandenburg (RBB) war, wurde er am 22. Oktober 2013 zum Vorsitzenden dieses Gremiums gewählt. 2014 erhielt Wolf den Verdienstorden des Landes Berlin.
Wegen Vorwürfen gegen ihn und RBB-Intendantin Patricia Schlesinger gab er Mitte Juli 2022 bekannt, sein Amt ruhen lassen zu wollen. Am 9. August 2022 reichte er nach staatsanwaltlichen Ermittlungen gegen ihn, Schlesinger und ihren Ehemann wegen des Verdachts der Untreue und Vorteilsannahme seinen Rücktritt als Vorsitzender ein und gab seinen Austritt aus dem Verwaltungsrat bekannt. Ebenso gab Wolf seine Ämter in den Aufsichtsräten der RBB-Tochtergesellschaft RBB Media und der Messe Berlin mit sofortiger Wirkung auf. Gegen Wolf ist ebenso wie gegen Patricia Schlesinger und deren Ehemann Gerhard Spörl von der Berliner Staatsanwaltschaft ein Ermittlungsverfahren eingeleitet worden.